# Андрієвський Вадим Леонідович
Андрієвський Вадим Леонідович (нар. 7 листопада 1985 — пом. 27 лютого 2022, Харків, Україна) — український військовослужбовець, головний сержант 3-ї бойової групи 3-ї групи спеціального призначення Окремого загону спеціального призначення «Омега» Східного оперативно-територіального об'єднання Національної гвардії України, учасник російсько-української війни, який загинув під час російського вторгнення в Україну.

## Життєпис
Загинув від кульового поранення 27 лютого 2022 року під час бою з диверсійно-розвідувальною групою противника у районі Харківської загальноосвітньої школи № 134.

## Нагороди
- орден «За мужність» III ступеня (16 березня 2022, посмертно) — за особисту мужність і самовіддані дії, виявлені у захисті державного суверенітету та територіальної цілісності України, вірність військовій присязі[1].